# L'Unione Sarda
Pour les articles homonymes, voir Sarda (homonymie).
 L'Unione Sarda  (l'Union sarde) est un quotidien italien, qui diffuse à 65 000 exemplaires de moyenne (janv. 2007), essentiellement en Sardaigne. Ce quotidien a été un des tout  premiers à être diffusé sur Internet en 1994.

## Diffusion
| Année | Copies vendues |
| ----- | -------------- |
| 2008  | 67.058         |
| 2007  | 65.992         |
| 2006  | 63.537         |
| 2005  | 61.129         |
| 2004  | 67.135         |
| 2003  | 63.794         |
| 2002  | 64.736         |
| 2001  | 67.047         |
| 2000  | 67.209         |
| 1999  | 64.350         |
| 1998  | 65.023         |
| 1997  | 66.609         |
| 1996  | 64.509         |